# 27. п. н. е.

## Догађаји
- 16. јануар — Римски сенат је доделио назив августа Гају Октавијану када је овај постао први римски цар.